# Bolisa
Bolisa è una circoscrizione (ward) della Tanzania situata nel distretto urbano di Kondoa, regione di Dodoma. Conta una popolazione di 3 919 abitanti (censimento 2022).